# Ninlil
Ninlil (Pani-Watr) – sumeryjska bogini, żona boga Enlila. Matka boga Nanny. Była bóstwem dobroczynnym i łaskawym, stąd zwana była matką miłosierną.